# Puiseux-le-Hauberger
Puiseux-le-Hauberger – miejscowość i gmina we Francji, w regionie Hauts-de-France, w departamencie Oise.
Według danych na rok 1990 gminę zamieszkiwały 773 osoby, a gęstość zaludnienia wynosiła 144 osoby/km² (wśród 2293 gmin Pikardii Puiseux-le-Hauberger plasuje się na 371. miejscu pod względem liczby ludności, natomiast pod względem powierzchni na miejscu 838.).